# Teste de Barlow
O teste de Barlow ou manobra de Barlow é um exame físico realizado em crianças para procurar displasia do quadril. O teste recebe o nome em homenagem a Thomas Barlow, um médico real britânico.
A manobra é realizada ao se aduzir o quadril (trazendo em direção à linha média) enquanto se aplica uma pequena pressão sobre o joelho, direcionando a força posteriormente. Se o quadril é deslocável - ou seja, se o quadril pode ser deslizado para fora do acetábulo com esta manobra - o teste é considerado positivo. A manobra de Ortolani é então usada, para confirmar o achado positivo.